# 謝列季涅
49°37′19″N 33°25′30″E / 49.62194°N 33.42500°E
謝列季涅（烏克蘭語：Середине），是烏克蘭中部的村莊，隸屬波爾塔瓦州的克雷門丘克區。該村距離米科拉伊夫卡1.5公里和扎伊欽齊2.5公里，海拔高度104米，2001年人口48。